# Douban
Douban (del Chino 豆瓣 ; pinyin: Dòubàn) es un sitio web de servicio de red social de origen chino que permite a los usuarios registrados, registrar información y crear contenido relacionado con películas, libros, música, eventos recientes y actividades en ciudades chinas. Fue lanzado el 6 de marzo de 2005. Podría considerarse uno de los sitios web 2.0 más influyentes de China. Douban también es dueño de una estación de radio de internet, la cual fue No.1 en el ranking de la App Store de IOS en 2012. Douban estaba anteriormente abierto a usuarios registrados y no registrados. Para los usuarios registrados, el sitio les recomienda libros, películas y música potencialmente interesantes, además de servir como un sitio web de redes sociales como WeChat, Weibo y un administrador de registros; para los usuarios no registrados, el sitio es un lugar para encontrar calificaciones y reseñas de medios.
Douban tenía unos 200 millones de usuarios registrados en 2013.
El sitio tiene un contenido que está en chino. Cubre obras y medios en chino y en lenguas extranjeras. Algunos autores y críticos Chinos registran sus páginas personales oficiales en el sitio.

## Nombre
El sitio lleva el nombre por un Hutong en el distrito de Chaoyang, Beijing, donde vivía el fundador mientras comenzaba a trabajar en el sitio web

## Fundador
Douban fue fundado por Yang Bo (杨勃). Se había graduado en física en la Universidad de Tsinghua antes de asistir a la Universidad de California en San Diego como estudiante de doctorado. Después de recibir su doctorado en física computacional, trabajó como científico investigador en IBM. Más tarde, regresó a China, convirtiéndose en el CTO de una empresa de software fundada por uno de sus amigos. En 2005, Yang comenzó a crear un sitio web 2.0 para viajar llamado Lüzong (驴宗), inicialmente un proyecto de una sola persona en un Starbucks en Beijing. Sin embargo, en un par de meses, el sitio se transformó en lo que ahora se conoce como Douban.com.

## Línea de tiempo
- El Año 2005

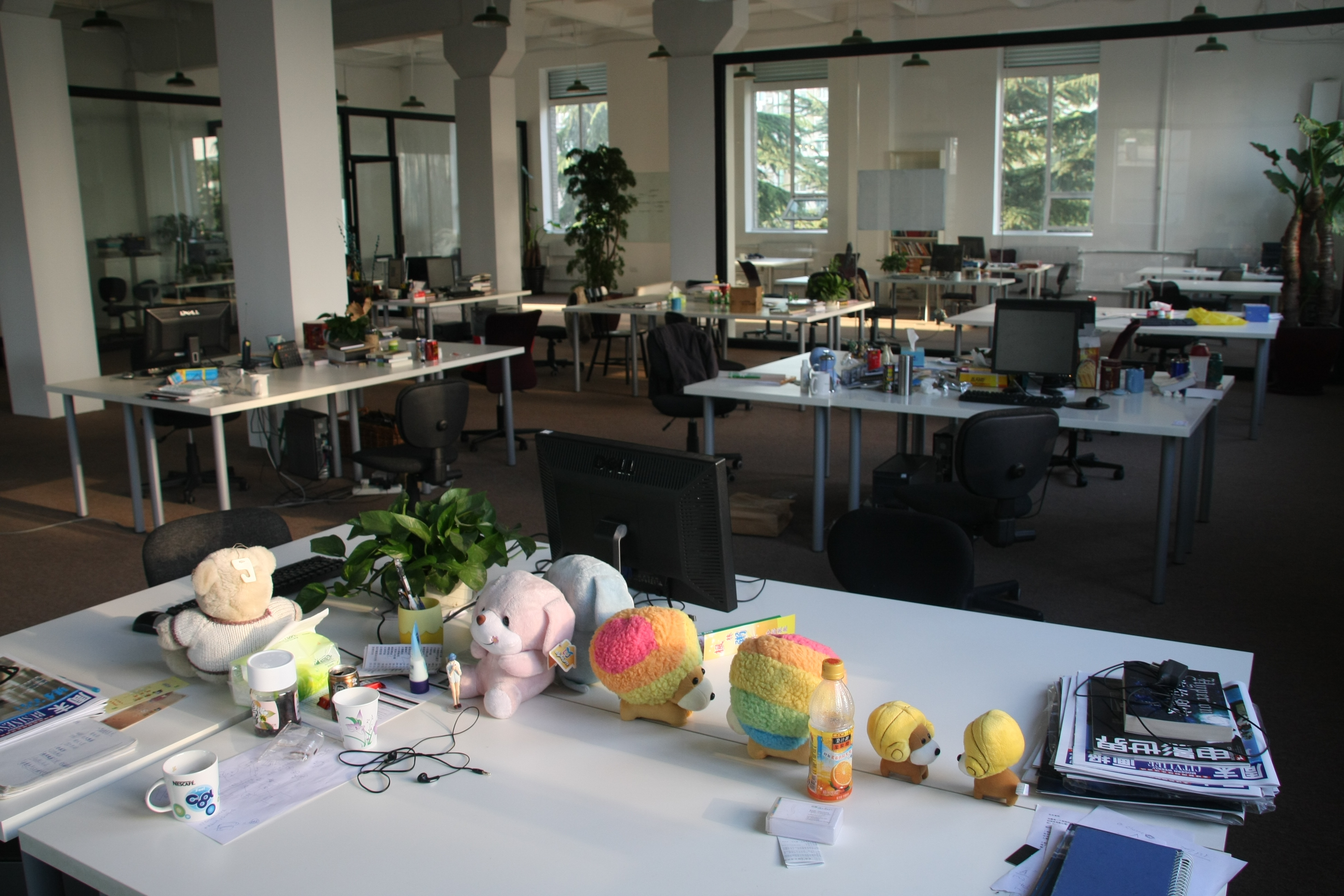
Oficina de Douban.com

  - 6 de marzo, registro de cuenta abierto al público.
  - 8 de marzo, Grupo (小组)[4] fue lanzado.
  - 9 de marzo, el primer tema apareció en el grupo.
  - 6 de julio, la versión en chino tradicional del sitio web fue publicada.
  - 23 de agosto, la ubicación de Douban (豆瓣同城) fue lanzado para permitir a los usuarios compartir y descubrir eventos y actividades locales.[5]
  - 8 de diciembre, la versión en inglés del sitio web se abrió para pruebas públicas.

## Controversias

### Censura
Douban ha atraído a un gran número de intelectuales deseosos de debatir sobre cuestiones sociales. Esto hace que Douban sea vulnerable a la censura del gobierno chino. Douban revisa todo el contenido publicado en el sitio web, evitando que se publique algún material en primer lugar y eliminando otros materiales después del hecho.
En marzo de 2009, Douban eliminó las pinturas artísticas del Renacimiento alegando que contenían elementos "pornográficos". Esto dio lugar a una campaña llamada "Retratos: Vístete" en la que se pidió a los usuarios de Internet que vistieran imágenes de famosos desnudos renacentistas en una protesta contra la auto-censura de Douban. Luego, los administradores eliminaron la discusión sobre la campaña.
Ese año también vio el vigésimo aniversario de las protestas de la Plaza de Tiananmen de 1989, y Douban amplió aún más su lista de palabras clave para prohibir cualquier término que pueda estar relacionado con el incidente. Un ejemplo es la prohibición de mencionar Victoria Park en Hong Kong, el lugar donde se llevó a cabo la reunión conmemorativa del 20 aniversario, por temor a que pueda dar lugar a debates delicados. Los usuarios también encontraron que algunos grupos de discusión, como el grupo de estudio cultural de Hong Kong hkren, fueron repentinamente prohibidos y todos los temas fueron eliminados sin previo aviso. Esto enfureció a algunos miembros, lo que hizo que se trasladaran a otros sitios web similares que emplean políticas de auto-censura menos estrictas.
En 2011, algunos grupos chinos LGBT anunciaron que planeaban boicotear a Douban, ya que el sitio web había censurado sus publicaciones que anunciaban un festival de cine con temática LGBT. En China continental, las películas y los programas de televisión con temas LGBT están sujetos a la censura estatal.

### Las calificaciones deThe Wandering Earth
Douban ha sido acusado de que muchos usuarios de Douban le dan a propósito a The Wandering Earth, una película de ciencia ficción china de 2019, una estrella. Los críticos acusaron además que algunos usuarios "cambian sus cinco estrellas dadas a una estrella" y a algunos usuarios se les paga para que le den una estrella a la película, que luego resultó ser falsa. El 12 de febrero de 2019, Douban anunció oficialmente que "el cambio masivo de puntuación es anormal y no se contará en la puntuación total. Para evitar tal incidente, estamos optimizando con urgencia las características del producto ". En su cuenta oficial de Sina Weibo.

### Prohibición en Cuentas
Douban prohíbe las cuentas si creen que las cuentas están publicando anuncios. El inicio de sesión del sitio web es mediante el código de verificación del teléfono registrado. Si la cuenta está prohibida en Douban, esta cuenta ya no podrá iniciar sesión.